# Georges Serraz
Georges Serraz (Is-sur-Tille, 13 de Janeiro de 1883 — Villotte-sur-Ource, 20 de Junho de 1964) foi um escultor e pintor especializado em iconografia religiosa que se tornou conhecido pelas suas grandes estátuas de figuras do catolicismo romano, muitas delas colocadas no topo de colinas e montanhas.

## Biografia
Foi aluno da École des Beaux-Arts de Besançon (Escola de Belas Artes de Besançon), em Besançon, e começou a sua carreira artística como pintor de iconografia religiosa, com estúdio em Dijon, género em que ganhou nomeada. Transferiu o seu estúdio para Paris e alargou a sua actividade à estatuária religiosa, esculpindo imagens para igrejas.
Contudo, as obras em que mostrou maior talento foi na construção de estatuária religiosa monumental, como a Virgem do Sagrado Coração (Notre-Dame du Sacré-Coeur, mais conhecida pela Virgem de Miribel ou Madone de Miribel) colocada num monte em Mas-Rillier, comuna de Miribel (Lyon), com 32,6 m de altura, o conhecido Cristo Rei des Houches (Christ-Roi des Houches; 25 m de altura), em Les Houches, e o Cristo Rei da Ponta do Garajau, na ilha da Madeira.
Viveu a última parte da sua vida em Villotte-sur-Ource, em cuja igreja se encontram algumas das suas obras mais notáveis. Faleceu a 20 de Junho de 1964 e foi inumado no cemitério de Villotte.
O seu nome é lembrado na toponímia de numerosas localidade francesa, em particular da região da Bourgogne (Borgonha). Em Ardèche, há um museu (Musée Saint Régis) com uma colecção das suas pinturas.